# Max Newman
Maxwell Herman Alexander Newman (Londres, 7 de febrero de 1897-Cambridge, 22 de febrero de 1984) fue un matemático y criptoanalista británico.

## Infancia y estudios
Nacido Maxwell Neumann, Max nació en Chelsea, en Inglaterra, el 7 de febrero de 1897. Su padre fue Herman Alexander Neumann, originario de Bromberg, antigua Alemania (ahora ciudad de Polonia) quien emigró con su familia a Londres a los 15 años. Herman trabajó de secretario y se casó con Sarah Ann Pike, profesora de escuela, en 1896. Después del nacimiento de Maxwell, la familia se mudó a Dulwich en 1903, donde Max estudió primero en Goodrich Road, después en la Escuela de Londres desde 1908. Obtuvo una beca para estudiar Matemáticas en St. John's College, Cambridge en 1915 y, en 1916, fue el primero de su promoción en la primera parte de tres del curso de Matemática Teórica (los Mathematical Tripos).
Tuvo que interrumpir sus estudios debido a la Primera Guerra Mundial. Su padre fue enviado a un campo de concentración debido a su nacionalidad alemana al comienzo de la guerra en 1914 y regresó a Alemania tras su liberación. En 1916 Max cambió su apellido por «Newman» y Sarah lo hizo en 1920. Como servicio nacional obligatorio, Max impartió en las escuelas de Archbishop Holgate's School y Chigwell School, y trabajó en la administración financiera del ejército británico, dentro de las Royal Army Pay Corps. Fue convocado a realizar servicio militar en febrero de 1918, pero interpuso una objeción de conciencia debido a sus creencias y al país de origen de su padre, evitando de este modo participar en la guerra.
En 1919 reanudaba sus estudios, graduándose en 1921 como «wrangler» (graduado universitario con matrícula de honor de Cambridge) en la parte dos de tres de los Mathematical Tripos, y obtuvo una distinción en la Planificación B británica (equivalente a la parte tres de tres).
El 5 de noviembre de 1923 fue elegido Fellow de St John's. Trabajó sobre los fundamentos de la topología combinatoria, y propuso que una noción de equivalencia podía ser definida usando únicamente tres «movimientos» elementales. Esta nueva definición permitió evitar dificultades que previas definiciones del concepto habían propuesto al estudio. Publicó artículos sobre lógica matemática y resolvió un caso particular del quinto problema de Hilbert.
Fue nombrado profesor de matemáticas en Cambridge en 1927. En 1935, sus lecciones sobre los Fundamentos de las Matemáticas inspiraron a Alan Turing a comenzar su carrera en el entonces novedoso campo de los computadores. Newman escribió Elements of the topology of plane sets of points (1939), un trabajo novedoso sobre topología aún utilizado hoy en día como material de referencia. En diciembre de 1934 contrajo matrimonio con la escritora Lyn Lloyd Irvine. Tuvieron dos hijos, Edward (nacido en 1935) y William (nacido en 1939).

## Segunda Guerra Mundial

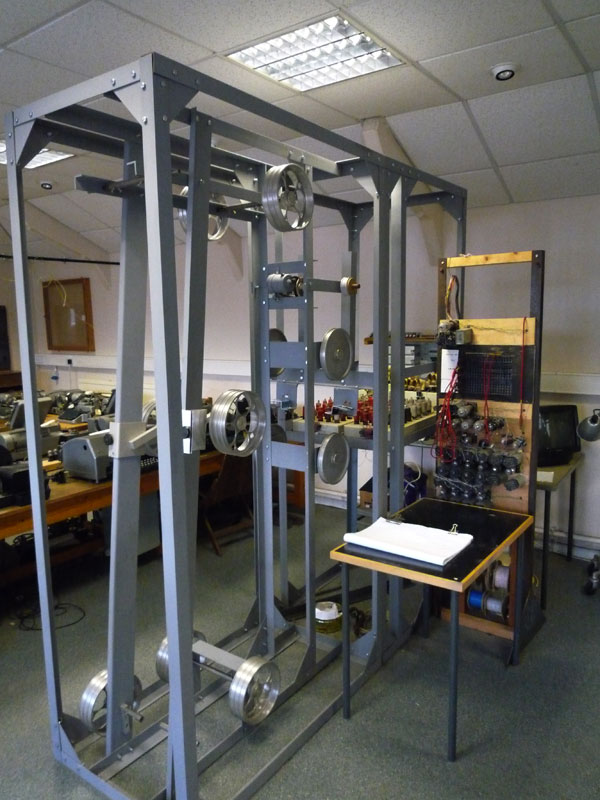
Heath Robinson en el National Museum of Computing

Gran Bretaña declaró la guerra a Alemania el 3 de septiembre de 1939. La ascendencia parcialmente judía de la familia Newman fue preocupante para la misma debido a la aparición de la Alemania nazi, por lo que Lyn, Edward y William fueron evacuados a América. Max, no obstante, permaneció impartiendo clases en Cambridge, así como investigando. Hacia la primavera de 1942, comenzó a considerar en contribuir a su país en la guerra. Tras algunas consultas, fue reclutado para trabajar en la Government Code and Cypher School, ubicada en Bletchley Park, Buckinghamshire. Tras asegurarse de que la nacionalidad alemana de su padre no presentara trabas para la realización del trabajo, ingresó en Bletchley Park el 31 de agosto de 1942.
Fue asignado a la sección de investigación y puesto a trabajar en una máquina de cifrado utilizada por los alemanes para cifrar teletipos, que habían capturado recientemente. Se unió a la “Testery”, la sección dedicada para esta finalidad, en octubre. No le gustó el trabajo ya que no le parecía apto para sus talentos. Persuadió a sus superiores de que el proceso de ingeniería inversa podría ser mecanizado, y éstos le asignaron el desarrollo de una máquina dedicada a este fin en diciembre de 1942. La construcción de la misma comenzó en enero de 1943, y el primer prototipo desplegado en junio de ese año. Fue utilizada en la nueva sección liderada por Newman, la «Newmanry», ubicada inicialmente en la Hut 11 en la que trabajaban el mismo, el especialista en inteligencia artificial Donald Michie, dos ingenieros, y 16 mujeres de la Women's Royal Naval Service (Wrens). Las Wrens le dieron a la máquina el apodo de «Heath Robinson», en honor al dibujante del mismo nombre que dibujaba caricaturas de máquinas absurdas.
Las máquinas Robinson, aunque más rápidas que el descifrado manual, estaban limitadas en cuanto a velocidad y fiabilidad. Tommy Flowers, de la Estación de Investigación de la Oficina Postal, Dollis Hill tenía experiencia con válvulas termoionicasy construyó una máquina electrónica, el ordenador Colossus, que fue instalado en la Newmanry. El prototipo fue un gran éxito y otras 9 máquinas fueron producidas y utilizadas antes de que acabara la guerra.

## Posguerra
Hacia septiembre de 1945, Newman fue nombrado jefe de la Escuela de Matemáticas de la Universidad de Mánchester. En su nuevo puesto Newman fundó el Royal Society Computing Machine Laboratory en la Universidad y reclutó a los ingenieros Frederic Calland Williams y Thomas Kilburn. Juntos construyeron el primer computador de la historia con programas informáticos almacenados de forma electrónica, basadas en las ideas de Turing. Newman se retiró a Comberton en 1964, cerca de Cambridge. Tras la muerte de Lyn en 1973, contrajo matrimonio con Mrs. Margaret Penrose, viuda de Lionel Penrose.
Continuó investigando en topología combinatoria en su retiro, durante un periodo en el cual Inglaterra, y en concreto Cambridge, se convirtieron en un centro importante de actividad académica. Parte de sus estudios fueron en conjunción con el matemático Christopher Zeeman. Newman hizo varias contribuciones importantes por lo que fue invitado a presentar su trabajo en el Congreso Internacional de Matemáticos de 1962 en Estocolmo. Entre sus contribuciones durante el final de su vida se encuentra la demostración formal de una de las conjeturas de Poincaré en 1966. Murió en 1984 en Cambridge.
Títulos y honores:
- Fellow of the Royal Society, Elected 1939
- Royal Society Sylvester Medal, Awarded 1958
- London Mathematical Society, President 1949 - 1951
- LMS De Morgan Medal, Awarded 1962
- D.Sc. University of Hull, Awarded 1968

El Edificio Newman ubicado en Mánchester fue nombrado en su honor. El edificio alojó a los matemáticos de la Universidad Victoria de Mánchester durante el traslado de la Escuela de Matemáticas entre 2004 y 2007 de la antigua Torre Matemática al nuevo Edificio Alan Turing, donde también se nombró un aula en honor a Newman.
En 1946, Newman rechazó una Orden del Imperio Británico en acto de protesta contra el trato que recibió Alan Turing. A ojos de Newman, Alan había realizado un trabajo mucho más importante que el suyo para la resolución de la guerra. Para Newman, ser premiado con el mismo mérito suponía un agravio comparativo.

## Enlaces
- O'Connor, John J.; Robertson, Edmund F., «Max Newman» (en inglés), MacTutor History of Mathematics archive, Universidad de Saint Andrews, https://mathshistory.st-andrews.ac.uk/Biographies/Newman/.
- The Papers of Max Newman Archivado el 17 de junio de 2007 en Wayback Machine., St John's College Library
- The Newman Digital Archive, St John's College Library & The University of Portsmouth

- Datos: Q707155